# Dimitrópoulon
Dimitrópoulon (Dimitropoulo) är en ort i Grekland.   Den ligger i prefekturen Nomós Achaḯas och regionen Västra Grekland, i den centrala delen av landet, 150 km väster om huvudstaden Aten. Dimitrópoulon ligger 139 meter över havet och antalet invånare är 187.
Terrängen runt Dimitrópoulon är varierad. Havet är nära Dimitrópoulon åt nordost.Runt Dimitrópoulon är det ganska tätbefolkat, med 144 invånare per kvadratkilometer. Närmaste större samhälle är Aígio, 3,2 km öster om Dimitrópoulon. 